# Pjakupur
Pjakupur (rusky Пякупур) je řeka v Jamalo-něneckém autonomním okruhu na severu Ťumeňské oblasti v Rusku. Je 542 km dlouhá. Povodí má rozlohu 31 400 km².

## Průběh toku
Vzniká soutokem řek Jangjagun, Ňučavotyjacha ve vysočině Sibiřské úvaly. Teče bažinatou a lesnatou nížinou. Je levou zdrojnicí Puru (povodí Karského moře).

## Vodní režim
Zdrojem vody jsou především sněhové srážky. Průměrný roční průtok vody činí 290 m³/s. Zamrzá v říjnu a rozmrzá na konci května až v červnu. Nejvyšších vodních stavů dosahuje od května do srpna.

## Využití
Řeka je bohatá na ryby. Na levém břehu jsou naleziště zemního plynu a ropy, díky kterým vznikla podél řeky řada měst a osad, včetně Tarko-Sale a Purovsku.